# Roșia (okręg Vâlcea)
Roșia – wieś w Rumunii, w okręgu Vâlcea, w gminie Alunu. W 2011 roku liczyła 592 mieszkańców.